# أستون فيلا
نادي أستون فيلا لكرة القدم (بالإنجليزية: Aston Villa Football Club) هو نادي كرة قدم تأسس في 21 نوفمبر 1874، ويقع مقره في أستون بمدينة برمنغهام في إنجلترا. وهو الفريق الأبرز في مدينة برمنغهام. أستون فيلا كان واحد من أهم أندية إنجلترا وواحد من مؤسسي الدوري الإنجليزي الممتاز في 1888، وكذلك واحد من الأعضاء المؤسسين للدوري الإنجليزي الممتاز في عام 1992. ويذكر أن رئيس النادي وليام ماكجريجور الذي ترأس أستون فيلا عام 1885 هو صاحب فكرة إنشاء الدوري الإنجليزي. يشارك النادي في منافسات الدوري الإنجليزي الممتاز، بعدما عاد لدوري للبريميرليج بعد غياب دام 3 سنوات في دوري البطولة الإنجليزية.
يلعب الفريق مبارياته الرسمية في ملعب فيلا بارك، وهو ملعب بُنِيَ في عام 1897 ويتسع لحضور 42،918 ألف متفرج. أستون فيلا هو واحد من 5 أندية إنجليزية فقط فازت بكأس أوروبا (والذي يعرف حالياً باسم دوري أبطال أوروبا.)، وكان ذلك في موسم 1981–82، وحقق كذلك لقب كأس السوبر الأوروبي في نسخة 1983. محلياً، فازوا بلقب الدوري الإنجليزي الممتاز 7 مرات، وكأس الاتحاد الإنجليزي 7 مرات، بينما فازوا بلقب كأس الرابطة الإنجليزية 5 مرات ودرع المجتمع الإنجليزي مرة واحدة.
يعرف الفريق بعدة ألقاب؛ ذي ليونز (الأسود) (بالإنجليزية: The Lions)، العنابي السماوي  (بالإنجليزية: The Claret & Blue Army) ، فيلا (بالإنجليزية: Villa)، الفيلا (بالإنجليزية: The Villa) والفيلانس (بالإنجليزية: The Villans) ينافس للفريق جاره وعدوه اللدود نادي برمنغهام سيتي، في ديربي يٌعرف باسم ديربي برمنغهام منذ عام 1879. ألوان الفريق الرسمية هي قمصان من نوع كلاريت، ذات أكمام سماوية زرقاء وشورتات بيضاء وجوارب سماء زرقاء. شعار النادي التقليدي الخاص بهم عبارة عن أسد متفش. النادي مملوك حاليًا لمجموعة NSWE ، وهي شركة يملكها الملياردير المصري ناصف ساويرس والملياردير الأمريكي ويس إدنس.
تأسس نادي أستون فيلا في مارس عام 1874 بأربعة من أعضاء الفيلا وهم؛ (جاك هيوز، فريدريك ماثيوز، والتر بريس، ورابعهم وليام سكاترجود). لعب نادي أستون فيلا أول مباراة له مع نادي أستون بروك سانت ماري للرغبي، وكان من شروط هذه المباراة أن يوافق نادي أستون فيلا على لعب الشوط الأول من المباراة بقانون مباريات رياضة الرغبي، وفي الشوط الثاني من المباراة بقانون كرة القدم، وانتهت المباراة بفوز أستون فيلا 1–0. ثم ربح أستون فيلا ربح أول بطولة له عام 1887 بعد فوزه على وست بروميتش ألبيون في كأس الاتحاد الإنجليزي.
كان أستون فيلا إحدى الفرق الإثنا عشر التي تنافست في دوري كرة القدم الافتتاحي عام 1888، حيث كان رئيس نادي أستون فيلا وليام ماكغريغور هو صاحب فكرة إنشاء الدوري الإنجليزي. كان يعتبر أستون فيلا النادي الإنجليزي الأكثر نجاحاً في العصر الفيكتوري عند نهاية عصر الفيلا الذهبي في بداية الحرب العالمية الأولى حيث ربح النادي في تلك الفترة 6 بطولات دوري و5 كؤوس حيث ربح بطولة الدوري للمرة السادسة في تاريخه عام 1920. وبعد ذلك تراجع مستوى أستون فيلا ببطء إلى أن هبط إلى القسم الثاني عام 1936 للمرة الأولى في تاريخه. وهبط في موسم 2015–16 ثم رجع للمشاركة في الدوري الإنجليزي الممتاز بدءاً من موسم 2019–20.

## التاريخ

### التأسيس وبداية دوري كرة القدم (1874-1920)
في سبعينات القرن التاسع عشر (1874-1879) تم إنشاء نادي أستون فيلا عام 1874 من قبل أعضاء نادي Villa Cross Wesleyan Chapel للكريكت هم كانوا يبحثون عن سبيل لرفع لياقتهم البدنية في فترة الصيف فظهرت فكرة تكوين نادي لكرة القدم. الاجتماع الأول لمناقشة تكوين الفريق الجديد كان قريب من طريق Trinity في أستون شمال بيرمنجهام وبعد انتهاء الاجتماع تم تعيين والتر بريس Walter Price ككابتن وقائد للفريق وتم تكوين الفريق وبدأت مهمة محاولة إيجاد فرق متنافسة مناسبة وهذا كان صعب لإن الرجبي في بيرمنجهام كانت له شعبية طاغية في ذلك الوقت وكانت هناك بعض نوادي لكرة القدم مثل كلاثورب وستافورد رود وكانت فرق قوية جداً في ذلك الوقت.-أخيراً في مارس عام 1875 أستعد نادي أستون فيلا لمباراته الأولى ضد فريق أستون بروك سانت ماري للرجبي وكانت من شروط هذه المباراة أن يوافق نادي أستون فيلا على لعب الشوط الأول بقانون مباريات الرجبي ولعب الشوط الثاني بقانون مباريات كرة القدم.
هذا النوع من لعب المباريات بقانون مباريات الرجبي وكرة القدم كان غير اعتيادي وعلى الرغم من ذلك أقيمت المباراة وحاول فريق أستون فيلا الخروج بنتيجة التعادل في الشوط الأول الذي طبق بقانون الرجبي وهو ما نجح فيه الفريق وفي الشوط الثاني الذي طبق بقانون كرة القدم نجح فريق أستون فيلا في إحراز هدف أنهى به المباراة عن طريق اللاعب جاك هيوز. نادي أستون فيلا أخفق بعد ذلك في إيجاد منافس آخر هذا الموسم لكنه كان أكثر نجاحاً في الموسم التالي حيث أن أكثر مباريات الفيلا لعبت في أستون بارك والمباريات الأخرى لعبت بجانب قصر أستون هال مقر ملعب فيلا بارك حالياً. في أستون بارك بعد ذلك كان هناك المصير الأهم لأستون فيلا حيث جاء جورج رامزي الإسكتلندي ( 21 عاماً ) حضر وطلب أن يلعب مع فريق أستون فيلا واشترك في مباراة للفيلا وأذهل اللاعبين والحاضرين بسرعته ومهارته وسحره. أعضاء فريق أستون فيلا عرضوا فوراً على جورج رامزي أن يكون عضواً وقائداً للفريق ومنذ تلك اللحظة أصبح جورج رامزي أسطورة داخل وخارج الملعب وساعد على تطوير ملعب أستون فيلا في بيري بار.
من أهم ما قدمه جورج رامزي لأستون فيلا مساعدته لفريدريك ريندر على التفاوض لشراء أرض ملعب فيلا بارك عام 1896. بعد أسطورة جورج رامزي قدمت أستون فيلا ثاني الأساطير وهو آرشى هانتر Archie Hunter حيث جاء للمنطقة للتوقيع لنادي Calthorpe لكنه ضل الطريق. آرشى هانتر سمع في المنطقة بأن مواطنه الإسكتلندي جورج رامزي يسعى لضم النجوم الجديدة لنادي أستون فيلا فقام بالتوقيع لأستون فيلا بمساعدة جورج رامزي وكانت هانتر مكسباً كبيراً لأستون فيلا وخسارة كبيرة لنادي Calthorpe. حيث شارك هانتر مع أستون فيلا في 73 مباراة وأحرز 42 هدف.
شهدت فترة الثمانينات من القرن التاسع عشر ( 1880-1889 ) تحول أستون فيلا من نادى صغير إلى نادي يمكن أن يتحدى أكثر الفرق قوة في البلاد في ذلك الوقت. شهدت هذه الأعوام أيضاً مساهمة أستون فيلا في لعبة كرة القدم حيث أن وليام ماكجريجور رئيس أستون فيلا هو صاحب فكرة تأسيس الدوري الإنجليزي وهو الذي عجّل بالاجتماع مع ممثلي الأندية الإحدى عشر الأخرى لخلق دوري كرة القدم الأول في العالم. ففي موسم 1879-1880 فاز نادي أستون فيلا بكأس بيرمنجهام الكبير بعدما فاز الفريق على كلية سالتلي 3-2 و أحرز الأهداف الثلاثة لأستون فيلا إلى ديفيس ووليام ماسون وجورج رامزى في وجود 6 آلاف متفرج في أستون لاور ملعب أستون فيلا في ذلك الوقت. محاولة أستون فيلا الأولى لربح كأس إنجلترا كانت في نفس العام لكنها باءت بالفشل حيث قابل فريق أستون فيلا في الدور الأول فريق ستافورد رود وفاز أستون فيلا 3-2 بعد إعادة للمباراة الأولى التي انتهت بالتعادل في ملعب ستافورد رود. فريق أستون فيلا كان سيواجه في الدور الثاني فريق جامعة أكسفورد في أكسفورد لكن المسئولين في أستون فيلا أخذوا قرار بالانسحاب حيث شعروا بأن اللعب مع فريق جامعة أكسفورد في أكسفورد مضيعة للوقت حيث كان فريق جامعة أكسفورد فريق قوى جداً في ذلك الوقت كما سيكون السفر لأكسفورد مكلف مالياً فانسحب نادي أستون فيلا من كأس إنجلترا وعوقب النادي بغرامة الانسحاب.
وقد خرج الفريق من الدور الثالث من كأس إنجلترا بعد الهزيمة 2-3 من ستافورد رود في موسم 1880-1881. وفي الموسم الذي تلاه وهو موسم 1881-1882، استطاع النادي من تحقيق عدة أرقام قياسية، حيث أصبح هاوارد فاوتون Howard Vaughton و ألبرت براون Albert Arthur Brown أول لاعبي الفيلا اشتراكاً مع منتخب إنجلترا حيث لعبوا مع منتخب إنجلترا ضد أيرلندا في بلفاست حيث أحرز فاوتون 5 أهداف وأحرز براون 4 أهداف في فوز إنجلترا على أيرلندا 13- صفر. قام النادي بتغيير قمصانه هذا العام إلى اللون الكنستائي مع أسد كبير مرسوم في القميص وقد أختير الأسد كشعار للفريق بواسطة جورج رامزي تقديراً لأسكتلندا. في كأس إنجلترا فاز فريق أستون فيلا على نوتينجهام فوريست وفي الدور الثانى صعدوا دون لعب وفاز أستون فيلا على نوتس كاونتي في الدور الثالث قبل الخسارة من فريق وينيزبورى أولد أتليتك.
في موسم 1882-1883، وتحديداً في عام 1883 شهد سيطرة متزايدة لدخول المحترفين من الخارج خاصة من إسكتلندا وكان أكثر نادي جلباً للمحترفين هو بريستون نورث إند. مشوار أستون فيلا في كأس إنجلترا بدأ بالفوز على وال سال سويفتس تبعه الفوز على وينيزبورى أولد أتليتك ثم الفوز على أستون يونيتي والفوز على وال سال تاون قبل الخسارة خارج الديار من نوتس كاونتى 4-3. بينما في موسم 1883-1884، فاز أستون فيلا على وال سال سويفتس وستافورد رود ووينيزبورى قبل السفر لجلاسكو في إسكتلندا لمقابلة نادى كوينز بارك-في ذلك الوقت دخلت عدة نوادى إسكتلندية كأس إنجلترا-أستون فيلا عاد من إسكتلندا بهزيمة ثقيلة 6-1. بعد تلك الهزيمة تغير أسلوب لعب أستون فيلا باللعب بظهيرين بدلاً من ظهير واحد. وفي موسم 1884-1885 خرج فريق أستون فيلا من كأس إنجلترا بعد هزيمته 0-3 في الدور الثالث من فريق ويست بروميتش ألبيون.
في موسم 1885-1886 خرج نادي أستون فيلا من الدور الثاني بعد الخسارة 2-0 من ديربي كاونتي. بينما في موسم 1886-1887، استطاع الفريق من الوصول لنهائي الكأس حيث بدأ الفريق مشواره بأكبر فوز في تاريخه على وينيزبورى أولد أتليتك بنتيجة 13-0 أتبعه بفوز على ديربي ميدلاند في الدور الثاني. في الدور الثالث احتاج فريق أستون فيلا للعب 4 مباريات حتى يفوز على ولفرهامبتون بعد 3 تعادلات متتالية. تأهل أستون فيلا للدور الخامس بدون لعب ثم قابل فريق هورن كاسل وفاز عليه5-0 ثم واجه فريق داروين وفاز عليه 3-2. في الدور قبل النهائي واجه أستون فيلا فريق جلاسكو رينجرز الإسكتلندي في مدينة كرو وفاز عليه 3-1 بعد أن سمح الاتحاد الإنجليزى لنادي رينجرز باستعارة بعض اللاعبين من الأندية الأخرى. في المباراة النهائية فاز فريق أستون فيلا على ويست بروميتش ألبيون 2-0 أحرزهم دينيس هودجتس وآرشى هانتر الذي استلم الكأس الأول لأستون فيلا. وفي موسم 1887-1888، شهد اجتماع الأندية ال 12 لتأسيس الدوري الإنجليزى وهما ( أستون فيلا-ولفرهامبتون-ويست بروميتش ألبيون-ستوك سيتى-ديربي كاونتي-نوتس كاونتي-بيرنلي-بلاكبيرن روفرز-بولتون-إيفرتون-بريستون نورث-أكرينجتون )، وفي كأس إنجلترا خرج أستون فيلا من الدور الخامس بعد الهزيمة من بريستون نورث بثلاثية. وفي موسم 1888-1889، انطلق الدوري الإنجليزي وفي عامه الأول احتل فريق أستون فيلا المركز الثاني خلف بريستون نورث إند بطل الدوري. بينما في كأس إنجلترا تجرّع فريق أستون فيلا أكبر هزيمة في تاريخه بعد الخسارة في الدور الثالث من بلاكبيرن روفرز بنتيجة 8-1.

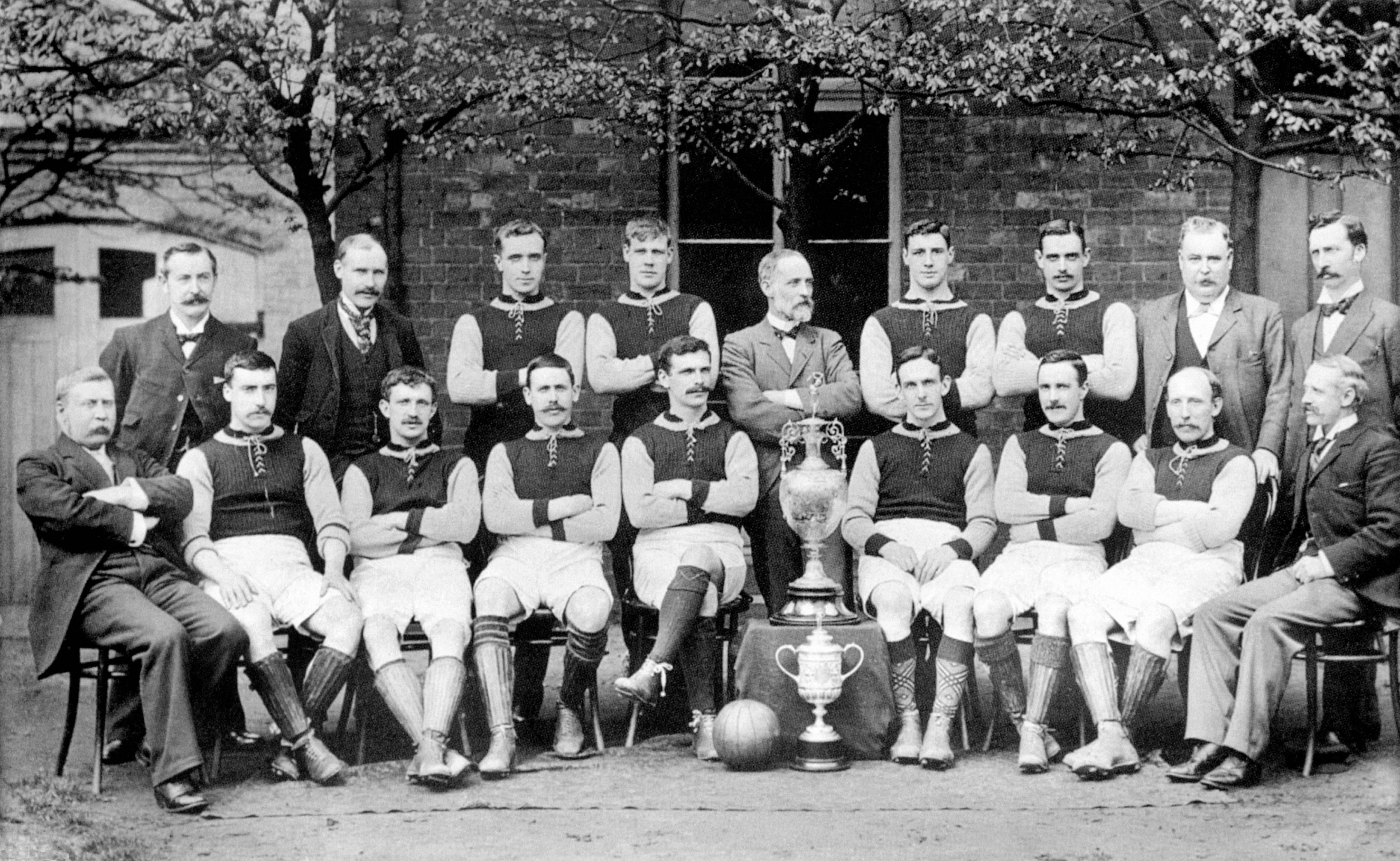
أستون فيلا و ثنائية الدورى و الكأس موسم 1896/1897

ربح أستون فيلا أول بطولة دوري موسم 1893-1894 كان لأستون فيلا حضور جماهيرى كبير قد يصل إلى 25 ألف متفرج هذا في الوقت الذي احتضن فيه نهائي الكأس حوالي 20 ألف متفرج. في عام 1897 فاوض سكرتير أستون فيلا المالي فريدريك ريندر على شراء أرض لتكون ملعباً جديداً لأستون فيلا ( فيلا بارك حالياً ). الأرض لم تشتر بشكل تام حتى عام 1911. بدأ نادي أستون فيلا القرن العشرون كأبطال لإنجلترا لكن المميزات التي ميزت أستون فيلا عن غيرها من الأندية بدأت تقل حيث أصبح هناك تنافساً كبيراً بين العديد من الأندية لكن رغم ذلك بقيت أستون فيلا قوة هامة في إنجلترا. موسم 1902-1903 ربح فريق أستون فيلا 12 مباراة من المباريات ال 15 الأخيرة لإنهاء الدوري بفارق نقطة واحدة خلف المتصدر شيفيلد وانيزداى. عام 1905 فاز نادي أستون فيلا بكأس إنجلترا بعد الفوز 2-0 على نيوكاسل يونايتد وفي نفس الموسم أنهى الدوري في المركز الرابع.
بعد نجاح أستون فيلا في 1905 مر الفريق بفترة قاحلة حتى جاء موسم 1909-1910 الذي نافس فيه الفريق على الدوري حيث هزم بطل الموسم مانشيستر يونايتد 7-1 و لم يتحدد بطل الدوري حتى آخر يوم حيث خسر نادي أستون فيلا من ليفربول وفاز مانشيستر يونايتد على سندرلاند.
أنهى فريق الفيلا الموسم التالى سادساً في الدوري وربح كأس إنجلترا عام 1913.

### فترة الصعود والهبوط (1920-1964)
كرة القدم استأنفت بعد الحرب في موسم 1919-1920 و فريق أستون فيلا ربح كأس إنجلترا للمرة السادسة في تاريخه بعد فوزه على هودرسفيلد تاون في ستامفورد بريدج. في موسم 1923-1924 احتفل نادي أستون فيلا باليوبيل الذهبي ومرور 50 عاماً على تأسيسه كما وصل فريق أستون فيلا لنهائي الكأس لكنه خسر من نيوكاسل يونايتد 2-صفر في ويمبلي. عام 1927 حاول المسئولون في أستون فيلا إيقاف الركود بتعاملات النقل فاشتروا اللاعبان جيمي جبسون وايريك هوتون. عام 1928 انتقل لأستون فيلا أحد أكثر المهاجمين تهديفاً في الدورى الإنجليزى عندما قام نادي أستون فيلا بتوقيع عقداً مع مهاجم نادي ترانمير روفرز توم بونجو ويرينج بمبلغ 4700 جنيه استرليني. توم بونجو كان مجهول نسبياً لكنه أحرز 49 هدف موسم 1930-1931 وصل به فريق أستون فيلا للمركز الثاني في الدوري خلف آرسنال كما أحرز مهاجم أستون فيلا ايريك هوتون 30 هدف هذا الموسم كما كان لأستون فيلا أقوى خط هجوم في الدوري حيث أحرز لاعبوه 128 هدف ( رقم قياسي ).
في موسم 1933-1934 كان فريق أستون فيلا يضم 14 لاعب دولى أوصلوا الفيلا للمركز الثاني في الدوري. في موسم 1935-1936 هبط نادي أستون فيلا لدورى الدرجة الثانية باستحقاق في ظل وجود دفاع سيئ حيث أصيب مرمى الفريق ب 110 هدف في هذا الموسم منها 7 أهداف جاءت في مباراة أستون فيلا وآرسنال حيث فاز آرسنال في فيلا بارك 7-1 بأقدام لاعب واحد هو تيد درايك. بعد هبوط أستون فيلا لدوري الدرجة الثانية حصل الفريق على المركز التاسع لكنه في الموسم التالي توج كبطل لدوري الدرجة الثانية موسم 1937-1938 تحت قيادة ]][[ هوجان.
كما هو الحال مع كل النوادي الإنجليزية، جلبت الحرب العالمية الثانية خسارةَ سبعة مواسم. لعب نادي أستون فيلا مباراته الأولى بعد الحرب في الفيلا بارك أمام ميدليسبوروه و فريق أستون فيلا خسر 1 -0 أمام 50,000 متفرج. استمر نادى أستون فيلا بإعادة بناء الفريق تحت توجيه اللاعبِ السابق أليكس ماسى لبقية الأربعينات. أنجز ماسى العديد من التعاقدات الجريئة في وقته بالنادي، وأول تعاقداته كانت مع الويلزي الدولي تريفور فورد من سوانسي بمبلغ 9,500£ جنيه إسترليني. فورد أحرز 60 هدف في مواسمه الأربعة في الفيلا قبل بيعه لسندرلاند بمبلغ 30,000£ جنيه إسترليني. في حقبة الأربعينات والخمسينات واصل ماسى جلبه لـ اللاعبين الجدد و كان اللاعب دانى بلانشفلور أكثر الصفقات تأثيراً عندما قام بالتوقيع للفيلا عام 1951 بمبلغ 15,000£ جنيه إسترلينى. أستون فيلا بدأ بداية جيدة موسم 1951-1952 عندما وصل الفريق للمركز الثاني بعد ثمان مباريات خلف المتصدر مانشيستر يونايتد. هذه كانت بدايتهم الأفضل في السنوات الـ19 الأخيرة لكن فريق أستون فيلا أنهى الدوري وهو في المركز السادس. عاد اللاعب السابق ايريك هوتون لأستون فيلا كمدرب للفريق و جلب للفيلا اللاعب ذو ال 19 عاماً بيتر ماكبارلاند إلى الفريق الأول. هوتون و في موسمه الأول أحرز أستون فيلا المركز 13 على الرغم من ذلك عمل هوتون بشكل جيد لتوجيه الفيلا لموقع محترم حيث ربح الفريق كأس إنجلترا عام 1957 ضد مانشيستر يونايتد حيث فاز أستون فيلا 2-1 و أحرز بيتر ماكبارلاند الهدفين.
بعد نجاح موسم 1956-1957 إنقلبت أوضاع الفريق فأدى موسم سيئ أنهى به في المركز 14 بعد أن رفض هوتون الاستقالة تمت إقالته عندما كاد أستون فيلا أن يهبط موسم 1958-1959. جاء لتدريب أستون فيلا جو ميرسر خلفاً لايريك هوتون حيث كان غير قادر على إنقاذ النادي من الهبوط عام 1959 للمرة الثانية في تاريخ أستون فيلا. الحقيقة أن فريق أستون فيلا وصلت في نفس العام لمباراة قبل النهائي في كأس إنجلترا. أستون فيلا ظل في الدرجة الثانية لموسم واحد ثم صعد موسم 1960-1961 و أحرز المركز التاسع في الدوري وفاز بكأس رابطة المحترفين. بعد فوز أستون فيلا بكأس الرابطة أنهى الفريق الدوري باحتلاله المركز السابع موسم 1961-1962. موسم 1962-1963 انخفض أداء أستون فيلا واحتل المركز الخامس عشر والموسم التالي احتل المركز التاسع عشر.

### النزوح والانتعاش في الثمانينات (1964-1992)
بعد احتلاله المركز الرابع عشر في الدرجة الثانية، تم استبدال كرو في أغسطس 1974 برون سوندرز. كان مهووسًا باللياقة البدنية، وقد أثبتت طريقته في إدارة اللاعبين فعاليتها، حيث فاز النادي بكأس الدوري في الموسم التالي، وبحلول نهاية موسم 1974-1975، أعاد أستون فيلا إلى الدرجة الأولى وإلى أوروبا. كان أحد اللاعبين الذين كانوا ركيزة أساسية لفريق فيلا طوال فترة الهبوط والنهضة اللاحقة هو المحبوب لدى الجماهير تشارلي أيتكين، الذي شارك في 659 مباراة في مركز الظهير الأيسر للنادي بين عامي 1959 و1976، مما جعله حامل الرقم القياسي في عدد المباريات في تاريخ فيلا.
افترق المدرب جو ميرسر عن النادي في يوليو 1964 بسبب هذه النتائج وصحته الهابطة وعين بدلاً منه ديك تايلور الذي استطاع أن ينقذ أستون فيلا من الهبوط موسم 1964-1965 وأنهى الفريق الدوري وهو في المركز السادس عشر. أستون فيلا موسم 1965-1966 أنهى الدوري وهو في المركز السادس عشر وموسم 1966-1967 هبط الفريق للدرجة الثانية بعد هزيمته في آخر مباراة أمام إيفرتون 2-0. تم إقالة المدرب ديك تايلور وتم تعيين تومى كامينجس كمدرب جديد للفريق... هبوط أستون فيلا لم تكن مسئولية المدرب وحده لكنها كانت مسئولية 5 رجال إداريين أخفقوا في التأقلم مع الوضع الراهن وحقيقة كرة القدم الجديدة حيث افتقدوا للفكر الإداري الحديث كما إنهم باعوا 2 من أفضل لاعبي الفيلا في ذلك الوقت ( فيل واسنام وتوني هانلي ).
مع نهاية موسم 1980/1981 أصبح أستون فيلا بطلاً للدوري الإنجليزي الممتاز وكانت فرحة جماهير أستون فيلا عظيمة بعد فوز فريقها بالدوري الممتاز بعد غياب 71 عاماً لذلك الجماهير كانت تنتظر بفارغ الصبر مباريات أستون فيلا في كأس أوروبا. مع بداية الدور التمهيدي بدأت البطولة بمباراتان ذهاب وإياب يومي 26 أغسطس 1981 و 1 سبتمبر 1981 و مواجهة في الدور التمهيدي جمعت بين سانت إتيان بطل فرنسا ودينامو بيرلين بطل ألمانيا الشرقية حيث بدأت المباراة الأولى يوم 26 أغسطس 1981 في فرنسا وكان بطلها اللاعب المدافع الفرنسي الجزائري المولد كريستيان لوبيز المولود في بلدية عين تموشنت أقصى شمال غرب الجزائر حيث أحرز هدفين أنهى بهما اللقاء بالتعادل الإيجابي 1-1 حيث افتتح أهداف المباراة بهدف في مرمى فريقه في الدقيقة 25 قبل أن يصحح خطأه ويعادل النتيجة في الدقيقة 74 و في المباراة الثانية في برلين احتاج فريق دينامو برلين لهدف ثاني جاء في الدقيقة 83 ليطمئن بذلك من فوز على سانت إتيان وتأهله للدور الأول. في الدور الأول وصل 32 فريقاً من 31 دولة أوروبية حيث أن إنجلترا هي الوحيدة التي تأهلت بفريقين لأن ليفربول تأهل بصفته حامل اللقب الأوروبي أما فريق أستون فيلا لعب أولى مبارياته مع بطل الدوري الآيسلندي فالر واكتسحه الفيلانز بمجموع اللقائين بنتيجة 7-0 حيث أقيمت المباراة الأولى يوم 16 سبتمبر 1981 و فاز أستون فيلا على ملعبه 5/0 حيث انتهى الشوط الأول 3/0 و أحرز أهداف الفيلا تونى مورلى 7-بيتر ويذ 37 , 68-تيرينس دونوفان 40 , 70 و في المباراة الثانية فاز أستون فيلا 2/0 يوم 30 سبتمبر 1981 حيث انتهى الشوط الأول 1/0 و أحرز الأهداف جارى شو 26 , 70. مع بدء الدور السادس عشر الذي جمع 16 فريقاً من 15 دولة أوروبية اشتدت صعوبة المواجهات بين الفرق فالفريق الإنجليزي أستون فيلا كان في مواجهة قوية مع دينامو برلين من ألمانيا الشرقية وأقيمت المباراة الأولى يوم 21 أكتوبر1981 حيث توجه الفيلانز إلى برلين وفاز أستون فيلا خارج ملعبه 2/1 حيث انتهى الشوط الأول 1/0 لصالح الفيلانز وأحرز هدفي الفيلا توني مورلي 5 , 85 وهدف دينامو برلين د 50 أما في المباراة الثانية التي أقيمت يوم 4 نوفمبر 1981 في فيلا بارك فقد خسر أستون فيلا على ملعبه 0/1 حيث انتهى الشوط الأول 0/1 و أصبح مجموع النتيجة النهائية التعادل 2/2 و فاز أستون فيلا بفضل قاعدة احتساب الهدف المسجل خارج الأرض بهدفين. في دور الثمانية جمع هذا الدور 8 فرق من 7 دولة أوروبية، بالنسبة لأستون فيلا فإن المباراة الأولى لها في هذا الدور أقيمت يوم 3 مارس 1982 وأول مباراة أوروبية يخوضها المدرب الجديد للفيلا توني بارتون حيث توجه الفيلانز إلى الاتحاد السوفيتي لمقابلة دينامو كييف حيث تعادل أستون فيلا خارج ملعبه 0/0 , وأقيمت المباراة الثانية يوم 17 مارس 1982 في فيلا بارك بحضور بلغ 39 ألف متفرج حيث فاز أستون فيلا على ملعبه 2/0 حيث انتهى الشوط الأول بذات النتيجة.

### 24 عامًا في الدوري الإنجليزي الممتاز (1992-2016)
كان فيلا أحد الأعضاء المؤسسين للدوري الإنجليزي الممتاز في عام 1992، وهو أحد ثلاثة أندية فقط كانت أعضاء مؤسسين لكل من دوري كرة القدم في عام 1888 والدوري الإنجليزي الممتاز، إلى جانب بلاكبيرن روفرز وإيفرتون. أنهى فيلا الموسم في المركز الثاني خلف مانشستر يونايتد في الموسم الافتتاحي تحت قيادة المدرب رون أتكينسون. رفع فريقه كأس الدوري في عام 1994، بفوزه على مانشستر يونايتد 3-1 في النهائي، بأهداف من داليان أتكينسون ودين سوندرز، لكن الفريق عانى من أجل الحفاظ على مستواه في الدوري وتم استبدال أتكينسون بالمهاجم السابق لأستون فيلا برايان ليتل في نوفمبر 1994. جمع ليتل فريقًا شابًا ضم لاعبين مثل جاريث ساوثجيت وستيف ستونتون وإيان تايلور ودوايت يورك، مما قاد النادي إلى فوزه الخامس بكأس الدوري في عام 1996، بفوزه على ليدز يونايتد 3-0 في ويمبلي. أنهى فيلا الموسم في المركز الرابع في الدوري، والخامس في الموسم الذي يليه.
بعد تراجع في مستواه، أقال دوج إليس ليتل واستبدله بلاعب فيلا السابق جون جريجوري في فبراير 1998. كانت إحدى مبارياته الأولى في المسؤولية هي ربع نهائي كأس الاتحاد الأوروبي ضد أتلتيكو مدريد، والتي خسرها فيلا بفارق الأهداف خارج الأرض على مباراتين. في صيف عام 1998، تم نقل يورك إلى مانشستر يونايتد مقابل 12.6 مليون جنيه إسترليني. تمكن جريجوري من إنهاء الدوري في المراكز الثمانية الأولى وقاد النادي إلى نهائي كأس الاتحاد الإنجليزي في عام 2000 بفريق ضم ديفيد جيمس وديون دبلن وبول ميرسون وجاريث باري لكنه لم يتمكن من تجميع فريق قادر على التحدي للحصول على أماكن في دوري أبطال أوروبا. في نهاية الموسم، قدم قائد فيلا جاريث ساوثجيت طلب انتقال، مدعيًا أنه "إذا كان لي أن أحقق نجاحًا في مسيرتي، فقد حان الوقت للمضي قدمًا". أدى إحباط جريجوري من نقص الاستثمار في الفريق إلى اتهامه علنًا لإيليس بأنه "عالق في دوامة زمنية"؛ ظلت علاقتهما متوترة حتى استقال جريجوري في يناير 2002.
عيَّن إليس جراهام تايلور لفترة ثانية في فبراير 2002، لكن احتلاله المركز السادس عشر في الدوري أدى إلى استبداله بديفيد أوريلي في يونيو 2003. وبعد احتلاله المركز السادس في موسمه الأول، أنهى فيلا الموسم في المركزين العاشر والسادس عشر، مما أدى إلى رحيل أوريلي في صيف 2006.
جاريث باري هو صاحب الرقم القياسي لعدد مرات الظهور في الدوري الإنجليزي الممتاز مع فيلا.
بعد 23 عامًا كرئيس وأكبر مساهم منفرد (حوالي 38٪)، باع إليس حصته في أستون فيلا بسبب سوء حالته الصحية في سن 82 عامًا. أكمل رجل الأعمال الأمريكي راندي ليرنر، مالك امتياز اتحاد كرة القدم الأميركي كليفلاند براونز، استحواذه في سبتمبر 2006. كان وصول المالك الجديد ليرنر والمدير مارتن أونيل بمثابة بداية فترة جديدة من التفاؤل في فيلا بارك وحدثت تغييرات جذرية في جميع أنحاء النادي بما في ذلك شعار جديد والاستثمار في مرافق حديثة في ملعب التدريب بوديمور هيث والاستثمار الكبير في الفريق في صيف عام 2007. جاءت أول نهائي كأس في عهد ليرنر في عام 2010 عندما هُزم فيلا 2-1 في نهائي كأس الدوري.
قبل خمسة أيام فقط من اليوم الافتتاحي لموسم 2010-2011، استقال أونيل من منصبه كمدير فني، على الرغم من احتلال الفريق المركز السادس ثلاث مرات متتالية، بسبب الإحباط من نقص الاستثمار في الفريق، بعد بيع اللاعبين النجوم جاريث باري وجيمس ميلنر وأشلي يونج. تنحى بديله جيرارد هولييه بسبب سوء حالته الصحية في سبتمبر 2011، ليحل محله مدرب برمنغهام سيتي أليكس ماكليش، على الرغم من احتجاجات المشجعين ضد تعيينه. تم إنهاء عقد ماكليش في نهاية موسم 2011-2012 بعد أن احتل فيلا المركز السادس عشر، وتم استبداله ببول لامبرت.
في فبراير 2012، أعلن النادي عن خسارة مالية قدرها 53.9 مليون جنيه إسترليني، وعرض ليرنر النادي للبيع بعد ثلاثة أشهر. مع بقاء ليرنر على متن الطائرة، ولكن عدم رغبته في الإنفاق بعد انهيار سوق الأوراق المالية في عام 2008، كان النادي غير تنافسي لعدة مواسم، وبلغت ذروتها في موسم 2014-2015، عندما أقيل لامبرت في فبراير 2015 بعد أن تمكن الفريق من تسجيل 12 هدفًا فقط في أول 25 مباراة بالدوري، وهو أدنى مستوى في تاريخ الدوري الإنجليزي الممتاز. خلفه تيم شيروود، وقاد النادي بعيدًا عن الهبوط بينما قادهم أيضًا إلى نهائي كأس الاتحاد الإنجليزي 2015. ومع ذلك، باع النادي اثنين من لاعبيه النجوم كريستيان بنتيكي والقائد فابيان ديلف في فترة الانتقالات الصيفية ولم يستبدلهما بشكل كافٍ. عانى فيلا في موسم 2015-2016، وأقيل شيروود بعد ست هزائم متتالية. تم استبداله بريمي جارد، الذي غادر بعد خمسة أشهر فقط مع وجود فيلا في قاع الجدول؛ وشمل عهده 19 مباراة بدون فوز وهو رقم قياسي للنادي. هبط النادي في نهاية الموسم، منهيًا بذلك فترة 29 عامًا قضاها في دوري الدرجة الأولى.

### الاستحواذ وسنوات البطولة والترويج (2016–حتى الآن)
في يونيو 2016، اشترى رجل الأعمال الصيني توني شيا النادي مقابل 76 مليون جنيه إسترليني. تم تعيين مدرب تشيلسي السابق روبرتو دي ماتيو كمدير جديد للنادي، ولكن تم إقالته بعد 12 مباراة فقط بعد بداية سيئة للموسم. تم استبداله بمدرب برمنغهام السابق ستيف بروس. قاد بروس الفريق لإنهاء المركز الرابع في موسم 2017-18، لكنه خسر في نهائي بطولة الدوري الإنجليزي الممتاز 2018 أمام فولهام.
بعد الفشل في تأمين الترقية إلى الدوري الإنجليزي الممتاز، واجه النادي صعوبات مالية كبيرة. بعد الشائعات التي تفيد بأن الإدارة كانت وشيكة، سعى شيا لبيع النادي. في 20 يوليو 2018، أُعلن أن مجموعة NSWE، وهي اتحاد يتكون من الملياردير المصري ناصف ساويرس والملياردير الأمريكي ويس إيدنز، ستستثمر في نادي كرة القدم. لقد اشتروا حصة مسيطرة بنسبة 55٪ في النادي، وتولى ساويرس دور رئيس النادي، وعين كريستيان بورسلو كرئيس تنفيذي.
في عام 2021، باع أستون فيلا جاك جريليش إلى مانشستر سيتي مقابل رقم قياسي بريطاني بلغ 100 مليون جنيه إسترليني.
في أكتوبر 2018، تم طرد بروس بعد فوزه مرة واحدة فقط في تسع مباريات. تم استبداله بمدير برينتفورد ومشجع فيلا منذ الصغر دين سميث، الذي قاد الفريق إلى المركز الخامس، والوصول إلى التصفيات مرة أخرى - بمساعدة سلسلة انتصارات قياسية للنادي في 10 مباريات بالدوري. وصلوا إلى نهائي تصفيات بطولة الدوري الإنجليزي لكرة القدم 2019 وهزموا ديربي كاونتي 2-1 ليعودوا إلى الدوري الإنجليزي الممتاز بعد غياب دام ثلاث سنوات.
عشية عودة فيلا إلى الدوري الإنجليزي الممتاز، تم شراء ملكية حصة الأقلية لمجموعة ريكون من قبل NSWE، مما يعني أن شيا لم يعد لديه أي حصة في النادي. شهد أول موسم لفيلا في الدوري الإنجليزي الممتاز إصلاحًا كبيرًا للفريق، حيث تم التعاقد مع 12 لاعبًا خلال فترة الانتقالات الصيفية. حارب الفريق الهبوط لمعظم الموسم، لكنه واصل الصعود في اليوم الأخير بإنهاء الموسم في المركز السابع عشر، واستمر في الصعود في اليوم الأخير. في الموسم الثاني لأستون فيلا في الدوري الإنجليزي الممتاز، أشرف سميث على إنهاء الموسم في المركز الحادي عشر، لكنه لم يتمكن من إقناع النجم والقائد جاك جريليش بالبقاء في النادي بعد أن أدى عرض مانشستر سيتي القياسي البريطاني بقيمة 100 مليون جنيه إسترليني إلى تفعيل شرط إطلاق سراحه. بعد بداية سيئة لموسم 2021-22، والذي شهد سبع خسائر في أول 11 مباراة للنادي، تم إقالة دين سميث.
عين أستون فيلا قائد ليفربول وإنجلترا السابق ستيفن جيرارد كمدرب رئيسي في 11 نوفمبر 2021. بعد بداية سيئة لموسم 2022-23، حيث فاز فيلا مرتين فقط وسجل سبعة أهداف فقط في أول 11 مباراة، تم إقالة جيرارد في أكتوبر 2022، وحل محله المدرب الإسباني الفائز بالدوري الأوروبي أربع مرات أوناي إيمري. قاد فيلا إلى المركز السابع والتأهل إلى الدوري الأوروبي في موسمه الأول. في موسم 2023-24، قاد إيمري النادي إلى نصف نهائي الدوري الأوروبي، واحتلال المركز الرابع في الدوري، وتأمين المشاركة في دوري أبطال أوروبا لأول مرة منذ 1982-83.
في 29 يناير 2024، تأهل أستون فيلا مباشرة إلى دور الستة عشر من دوري أبطال أوروبا بعد فوزه 4-2 على سيلتيك في اليوم الثامن والأخير، مما جعله الفريق الوحيد من التصنيف الرابع الذي أنهى الموسم ضمن المراكز الستة عشر الأولى في مرحلة الدوري.

## تشكيلة الفريق الحالية

### الفريق الأول
آخر تحديث في 29 أغسطس 2024

ملاحظة: تشير الأعلام إلى المنتخب بحسب قواعد الأهلية المعتمدة من قبل الفيفا؛ تنطبق بعض الاستثناءات المحدودة. وقد يحمل اللاعبون أكثر من جنسية لا تعترف بها الفيفا.
| الرقم | البلد     | المركز | اللاعب           |
| ----- | --------- | ------ | ---------------- |
| 2     | بولندا    | مدافع  | ماتي كاش         |
| 3     | البرازيل  | مدافع  | دييغو كارلوس     |
| 4     | إنجلترا   | مدافع  | إزري كونسا       |
| 5     | إنجلترا   | مدافع  | تايرون مينغز     |
| 6     | إنجلترا   | مهاجم  | روس باركلي       |
| 7     | إسكتلندا  | مهاجم  | جون ماكجين       |
| 8     | بلجيكا    | مهاجم  | يوري تيليمانس    |
| 9     | كولومبيا  | وسط    | خون دوران        |
| 10    | الأرجنتين | مهاجم  | إميليانو بوينديا |
| 11    | إنجلترا   | وسط    | أولي واتكينز     |
| 12    | فرنسا     | مهاجم  | لوكاس دينية      |
| 14    | إسبانيا   | مهاجم  | باو توريس        |
| 18    | أستراليا  | حارس   | جو فاوتشي        |

| الرقم | البلد     | المركز | اللاعب             |
| ----- | --------- | ------ | ------------------ |
| 19    | إنجلترا   | وسط    | جيرن فيلوجن        |
| 20    | صربيا     | مهاجم  | كوسثا نرليكوويثش   |
| 22    | هولندا    | مهاجم  | إيان ماتسين        |
| 23    | الأرجنتين | حارس   | إيميليانو مارتينيز |
| 24    | بلجيكا    | مدافع  | أمادو اونانا       |
| 25    | السويد    | حارس   | روبن أولسن         |
| 26    | هولندا    | مدافع  | لامار بولارد       |
| 27    | إنجلترا   | وسط    | مورغان روجرز       |
| 30    | إنجلترا   | مدافع  | كورتني هوس         |
| 31    | جامايكا   | وسط    | ليون بايلي         |
| 41    | إنجلترا   | مهاجم  | جاكوب رامزي        |
| 44    | فرنسا     | مهاجم  | أبو بكر كامارا     |

### الإعارات
قالب:بحاجة التحديث مضمن
ملاحظة: تشير الأعلام إلى المنتخب بحسب قواعد الأهلية المعتمدة من قبل الفيفا؛ تنطبق بعض الاستثناءات المحدودة. وقد يحمل اللاعبون أكثر من جنسية لا تعترف بها الفيفا.
| الرقم | البلد           | المركز | اللاعب                                                          |
| ----- | --------------- | ------ | --------------------------------------------------------------- |
| 9     | البرازيل        | مهاجم  | ويسلي موراييس إعارة لنادي كلوب بروج حتى نهاية موسم 2021/22)     |
| 14    | جمهورية أيرلندا | وسط    | كونور هوريان إعارة لنادي شيفيلد يونايتد حتى نهاية موسم 2021/22) |
| 24    | فرنسا           | مدافع  | فريديريك غيلبيرت إعارة لنادي ستراسبورغ حتى نهاية موسم 2021/22)  |
| 28    | كرواتيا         | حارس   | لوفري كالينيتش إعارة لنادي هايدوك سبليت حتى نهاية موسم 2021/22) |
| 34    | جمهورية أيرلندا | مهاجم  | تيريك رايت إعارة لنادي سالفورد سيتي حتى نهاية موسم 2021/22)     |
| 37    | إنجلترا         | مدافع  | مونغو بريدج إعارة لنادي آنسي حتى نهاية موسم 2021/22)            |
| 42    | إنجلترا         | وسط    | أرجان رايخي إعارة لنادي ستوكبورت كونتي حتى نهاية موسم 2021/22)  |
| 43    | إنجلترا         | مهاجم  | براد يونغ إعارة لنادي كارلايل يونايتد حتى نهاية موسم 2021/22)   |

## ملعب أستون فيلا
ملعب الفريق يسمى فيلا بارك و يقع في منطقة أستون شمال بيرمينجهام تأسس عام 1897 ويتسع ل42,788 متفرج وهو أكثر الملاعب في إنجلترا التي استضافت مباريات الأدوار قبل النهائية من بطولة كأس إنجلترا. فيلا بارك يعد واحد من أهم ملاعب كرة القدم في المملكة المتحدة وهو الملعب الخاص بنادى أستون فيلا منذ عام 1897 وهو ملعب مصنف من الاتحاد الأوروبى ضمن الملاعب ذات الأربعة نجوم شكله من الخارج يشبه شكل الفيلا القديمة . جميع مقاعد فيلا بارك تأخذ اللونين الأزرق الفاتح ( اللبنى ) و العنابى وهي ألوان الزى الأساسى لفريق أستون فيلا.

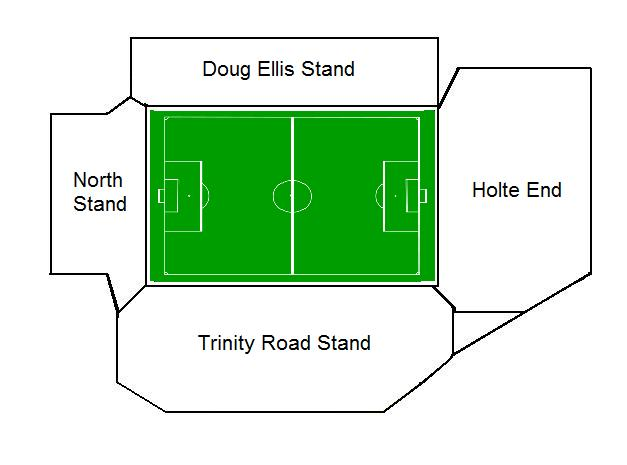
خريطة ملعب فيلا بارك

يتكون ملعب فيلا بارك من 4 مدرجات أساسية هي:
- مدرج Holte End: هو واحد من أكبر المدرجات التي تقع خلف المرمى في أوروبا افتتح في موسم 1994/1995 وهو يسع ل 13,472 متفرج وهو يعد من أكثر المدرجات تشجيعاً في الفيلا بارك وأحياناً يسمى المدرج الجنوبى وخلفه يوجد مكان انتظار السيارات الصغير وهو أقرب المدرجات لقصر Aston Hall الشهير وحديقته كذلك قريب من كنيسةSaints Peter and Paul وقريب من الطريق الدولى.
- مدرج Trinity Road : ويسمى أيضاً المدرج الغربى سعته 12,954 متفرج وهو من ثلاثة طوابق وقد تمت تعديلات في هذا المدرج ولو أن العديد من الجماهير كانوا خائبوا الأمل لعدم رؤية المدرج القديم ومنظره الجميل من الخارج مرة أخرى لكن بعد التعديلات التي حدثت في نوفمبرعام 2001 وبعد أن إفتتحه الأمير تشارلز أمير ويلز فإن جماهير الفيلا تعتقد أن المدرج بالحالة الجديدة أوضح في الرؤية كما إزدادت سعة المدرج فإزدادت سعة ملعب الفيلا من 39,399 إلى أكثر من 42 ألف متفرج ويوجد به ممر اللاعبين .
- مدرج The Doug Ellis Stand: وهو المدرج الشرقى للفيلا بارك وهو المدرج المقابل لمدرج Trinity Road سعته 9,081 متفرج وكان هذا المدرج معروف سابقاً حتى منتصف التسعينات بأسم مدرج Witton Lane لكن دووج أليس رئيس النادى في ذلك الوقت قام بتغييره ليحمل أسمه لكن الواقع أن جماهير الفيلا لا تعترف بهذا الأسم وتفضل الأسم القديم للمدرج فدووج أليس كان مكروه من جماهير أستون فيلا.
- مدرج North Stand: أو المدرج الشمالى وهو المواجه لمدرج Holte End ويسمى أيضاً بأسم Witton End سعته 7,086 متفرج شيد في اواخر السبعينات وهو مكون من طابقين ويقع خلف هذا المدرج المحل التجارى لأستون فيلا للتسوق ومكان انتظار السيارات الكبيرغالباً ما تجلس فيه جماهير الأندية الضيفة وكان هناك خطة موضوعة لهدم المدرج وبناء مدرج جديد محله قبل عام 2012 لكن تم تأجيلها ولكنها من أولويات راندى ليرنر رئيس النادى .

## أكاديمية أستون فيلا

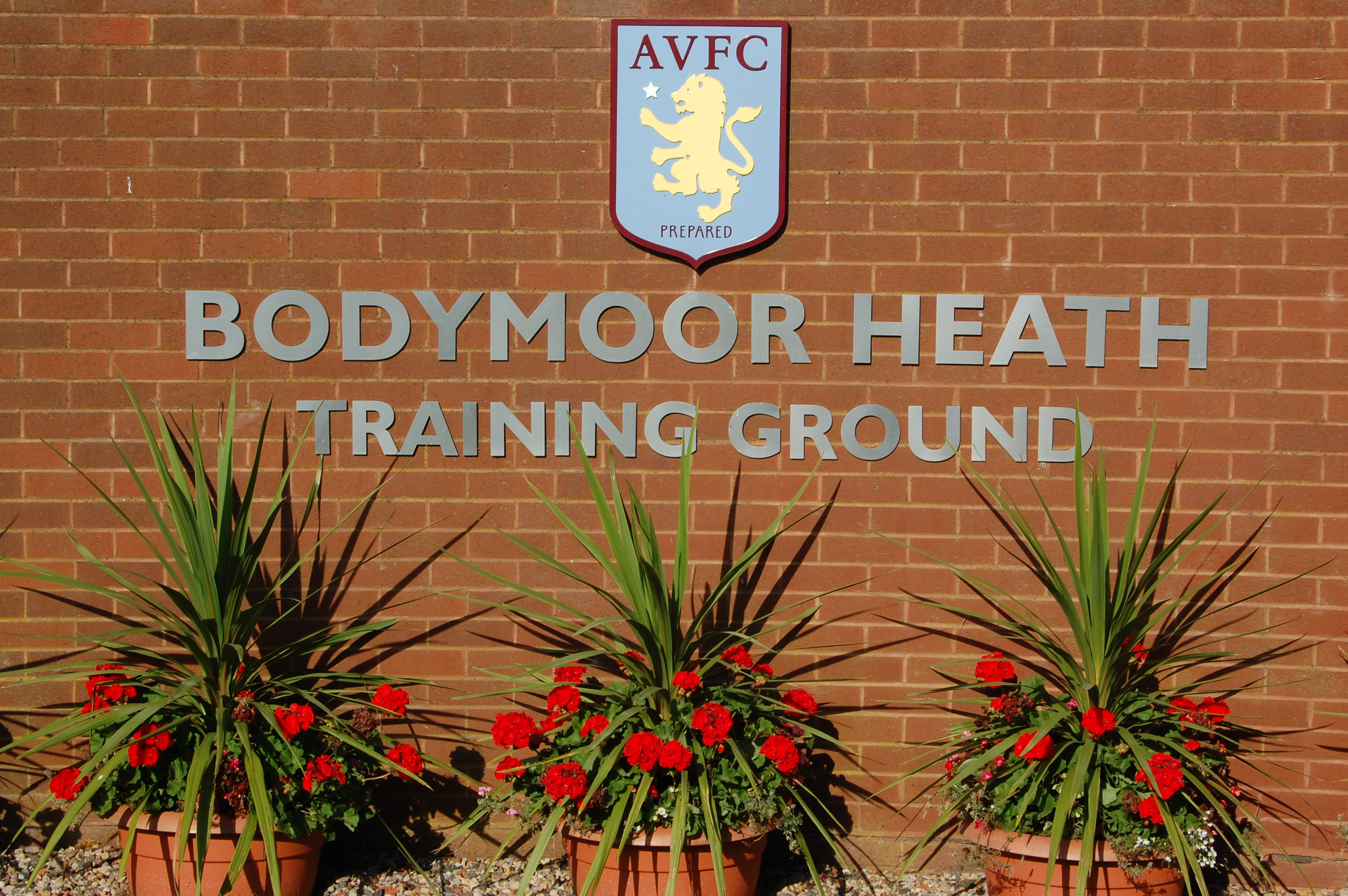
أرض تدريب أستون فيلا

وهي أكاديمية مقرها قرية Bodymoor Heath وهي قرية صغيرة تتبع شمال وارويكشيرى التابعة بدورها لمقاطعة وارويكشيرى في وسط غرب إنجلترا وهي تقع على قناة بيرمنجهام وفازيلي القريبة من قرية كينجسبورى الكبرى . Bodymoor Heath تلك القرية الصغيرة بها أرض التدريب الخاصة بنادى أستون فيلا حيث قام بشرائها دووج إليس ( الرئيس السابق لأستون فيلا ) من المزارعين الذين يمتلكون الأرض في أوائل سبعينات القرن العشرين. أرض التدريب تقع بالقرب من الحديقة المائية بقرية كينجسبورى وبالقرب من مقر نادى الجولف وقريبة من قناة بيرمنجهام وفازيلى وعلى مسافة قريبة من Drayton Manor Theme Park وهي مدينة ملاهى تقع شمال أرض التدريب. الأكاديمية الخاصة بأستون فيلا تقع في أكثر المناطق الريفية في وسط البلاد والكثير من لاعبى أستون فيلا القدامى والجدد يقومون بشراء بيوتهم حول هذه المنطقة الساحرة حتى يكونوا بالقرب من مركز التدريب وكذلك للإستمتاع بجمال الطبيعة.
رغم أن أرض التدريب في Bodymoor Heath أصبحت ملكاً لأستون فيلا من أوائل السبعينات إلا انه وحتى نهاية التسعينات من القرن العشرين لم يتم تطوير المرافق في أرض التدريب والأجهزة التدريبية مما شجع جون جريجورى مدرب أستون فيلا في ذلك الوقت على انتقاد دووج إليس، حيث إتهم إليس بعدم استثمار المال في تطوير أرض التدريب حتى جاء عام 2005 والذي وضع فيه إليس البخيل خططه لتطوير أرض التدريب. ففى نوفمبر 2005 أعلن دووج إليس والمجلس التشريعى عن توفير 8 ملايين جنيه إسترلينى لإعادة تطوير مكان التدريب وتتم عملية التطوير على مرحلتين وكانت الخطة مدروسة جيداً حيث كان يقال أن بتنفيذ هذه الخطة ستجلب تسهيلات تصل باللاعبين لأفضل مستوى تدريبى في العالم. لكن ما لبث أن توقف المشروع بسبب نتائج أستون فيلا المخيبة للآمال في موسم 2005/2006 حيث صرف دووج إليس المبلغ المتوفر لتطوير أرض التدريب في جلب لاعبين في فترة الانتقالات الشتوية والصيفية حيث أحتل فريق أستون فيلا المركز السادس عشر وكان مهدد بالهبوط في هذا الموسم.
ولكن بمجرد مجئ الملياردير وشرائه للنادى في 18 سبتمبر 2006 حتى أعلن بسرعة إعادة بناء وتطوير أرض التدريب في Bodymoor Heath. وتوج ما أمر به ليرنر بتحفة تدريبية رائعة يملكها نادى أستون فيلا حيث تم افتتاح هذا الصرح التدريبى في 6 مايو2007 بحضور العديد من شخصيات أستون فيلا وأبرزهم المدير الفنى السابق مارتين أونيل وكابتن أستون فيلا القديم دينيس مورتيمر الذي حمل كأس أوروبا عام 1982 ولاعب وسط أستون فيلا الذي أحرز كأس أوروبا جوردون كاوانس وكابتن أستون فيلا السابق جاريث بارى .

## بطولات الفريق

### المحلية
- الدوري الإنجليزي الممتاز
  - البطل (7 مرات): 1894, 1896, 1897, 1899, 1900, 1910, 1981
  - الوصيف (10 مرات): 1889, 1903, 1908, 1911, 1913, 1914, 1931, 1933, 1990, 1993
- الدوري الإنجليزي الدرجة الثانية
  - البطل (مرتين): 1938, 1960
  - الوصيف (مرتين): 1975, 1988
- الدوري الإنجليزي الدرجة الثالثة
  - البطل (مرة): 1972
- كأس الاتحاد الإنجليزي
  - البطل (7 مرات): 1887, 1895, 1897, 1905, 1913, 1920, 1957
  - الوصيف (4 مرات): 1892, 1924, 2000, 2015
- كأس رابطة الأندية الإنجليزية المحترفة
  - البطل (5 مرات): 1961, 1975, 1977, 1994, 1996
  - الوصيف (4 مرات): ,1963, 1971, 2010, 2020
- درع الاتحاد الإنجليزي
  - البطل (مرة): 1981
  - الوصيف (3 مرات): 1910, 1957, 1972

### الأوروبية
- دوري أبطال أوروبا
  - البطل (مرة): 1982
- كأس السوبر الأوروبي
  - البطل (مرة): 1982
- كأس إنترتوتو
  - البطل (مرة): 2001